# Margherita di Savoia
Margherita di Savoia là một đô thị thuộc tỉnh Foggia trong vùng Puglia ở Ý. Đô thị này có diện tích 36 km², dân số thời điểm 31 tháng 12 năm 2006 là 12.690 người.
Đô thị này có các làng sau: 
Đô thị này giáp với các đô thị sau: 
Barletta, Trinitapoli, Zapponeta